# Архипо-Осиповка
Архи́по-О́сиповка — село в Краснодарском крае. Входит в состав муниципального образования город-курорт Геленджик. Административный центр Архипо-Осиповского сельского округа.

## География
Село расположено у побережья Чёрного моря (бухта Вулан), в бассейне рек Вулан и Тешебс, в 125 км к юго-западу от Краснодара, на шоссе Новороссийск — Туапсе.
Ближайшие населённые пункты — Текос на северо-западе и Тешебс на востоке, которые входят в административную юрисдикцию Архипо-Осиповки. Джубга и Бетта являются соседями села Архипо-Осиповка с точки зрения наличия пляжной береговой линии и курортного назначения. Хутор Бетта находится в 10 км к западу по берегу Чёрного моря, при движении на автомобиле расстояние до него составит 36 километров.
Рельеф местности преимущественно холмисто-гористый. Село в целом имеет вытянутую форму по направлению от береговой линии на север. Южная часть Архипо-Осиповки преимущественно задействована в сфере приема и размещения туристов со всех уголков России и не только. Северная, отдаленная от центрального пляжа часть специализируется на сельском хозяйстве и садоводстве.

## История

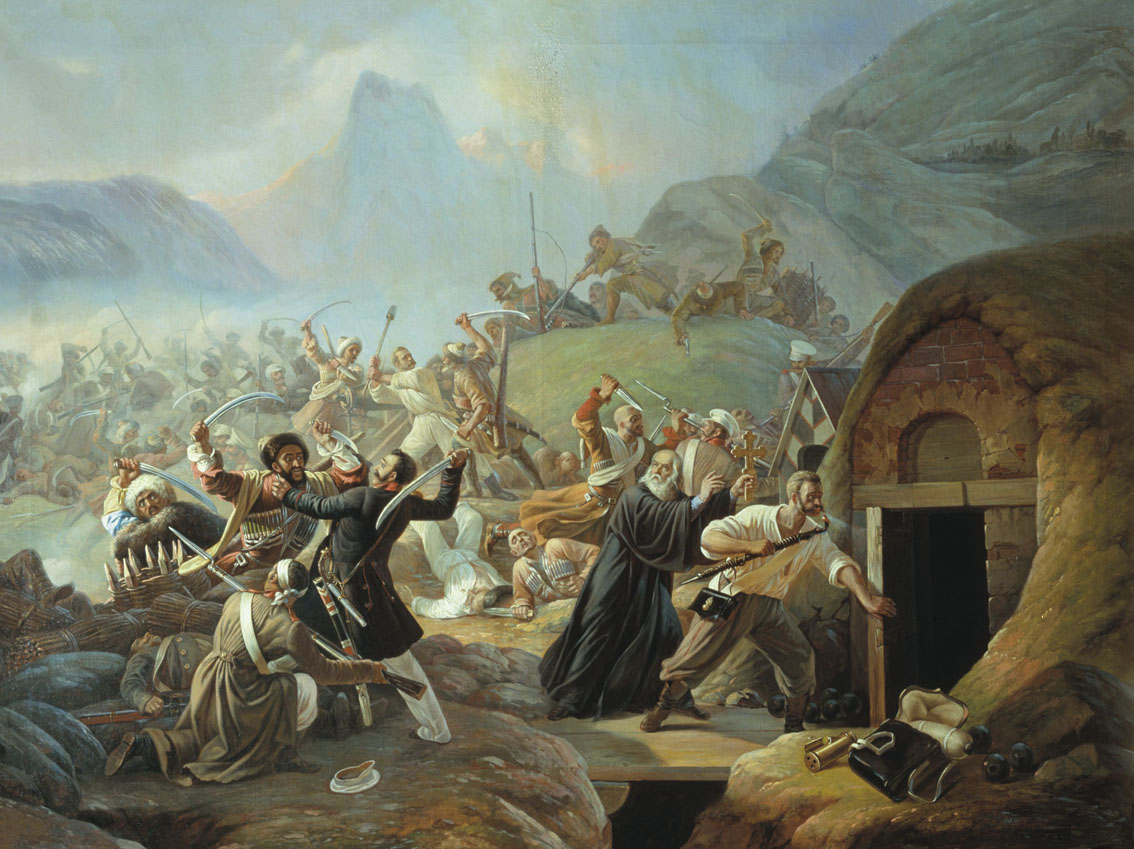
Подвиг рядового 77-го пехотного Тенгинского полка Архипа Осипова 22 марта 1840 года

### Античность
При императоре Нероне в 60-е гг. I века нашей эры на территории современной Архипо-Осиповки в устье р. Вулан действовал рынок рабов. В 2-х километрах к северу от устья реки римляне также возвели сторожевую башню, случайно обнаруженную в ходе раскопок местных дольменов лишь в 1998 году.

### Средние века и новое время
С 1475 года местность, вместе со всем Северным Причерноморьем, перешла в состав Османской империи. В 1829 году перешла России после заключения Адрианопольского мира, после чего в устье реки Вулан возник один из опорных пунктов Черноморской береговой линии — Михайловское укрепление.
22 марта 1840 года укрепление было подорвано собственными защитниками в виду неминуемого взятия большими силами закубанских горцев.
До окончания Кавказской войны, на месте современного села располагался адыгский аул Псышопа (адыг. Псышӏопэ). По мнению К. Х. Меретукова, среди адыгов село также было известно как аул Цопсына (адыг. Цопсын), по названию ныне исчезнувшего адыгского племени — чебсин, которые проживали здесь до завершения войны. Также такое название имеют речка в самом селе и поселение южнее Туапсе.
Современное селение было основано в 1864 году, как станица Вуланская. В 1870 году станица Вуланская была преобразована в деревню Вуланскую.
В 1889 году деревня была преобразована в село и переименовано в Архипо-Осиповку. Название селу было дано в честь рядового русской армии Архипа Осипова, совершившего героический подвиг самопожертвования в 1840 году, при обороне Михайловского укрепления, стоявшего на месте нынешнего села.
8 марта 1960 года село получило статус курортного посёлка. 10 марта 2004 года курортный посёлок вновь преобразован в село.

## Население
| 1926 | 1970  | 1979  | 1989  | 2002  | 2010  | 2021  |
| ---- | ----- | ----- | ----- | ----- | ----- | ----- |
| 1662 | ↗5139 | ↗6949 | ↗7242 | ↗8066 | ↘7853 | ↘6991 |

Национальный состав
По данным Всероссийской переписи населения 2010 года:
| Народ    | Численность, чел. | Доля от всего населения, % |
| -------- | ----------------- | -------------------------- |
| русские  | 6 367             | 81,08 %                    |
| армяне   | 328               | 4,18 %                     |
| украинцы | 199               | 2,53 %                     |
| другие   | 959               | 12,21 %                    |
| всего    | 7 853             | 100 %                      |

## Экономика
Предприятия:
- деревообрабатывающий цех
- фруктохранилище
- пищевые производства (вино, плодовые консервы и др.).

Близ села находится одна из крупнейших в мире газовых компрессорных станций «Береговая», обеспечивающая поддержание давления в газопроводе «Голубой поток».
Популярный климатический курорт на Черноморском побережье (входит в состав Геленджикской группы курортов): многочисленные базы отдыха, санатории «Архипо-Осиповка», «Вулан» и т. п.

## Достопримечательности
В окрестностях села расположены — Тешебские (Бигиусские, Гебиусские) водопады, остатки римской сторожевой башни I века н. э. и многочисленные дольмены.
Также имеются дельфинарий, аквапарк и несколько музеев.
- В небольшом историко-этнографическом музее представлены геологические, исторические экспонаты с древних времён, чучела представителей местной фауны, различные археологические находки. Рядом с музеем расположен уникальный комплекс «Михайловское укрепление»
- Музейный комплекс (научно-просветительский центр), включающий в себя Музей космонавтики, Аллею космонавтов, где каждый из космонавтов, проходивших в этом мини-курорте реабилитацию, высаживал вечнозеленое деревце. В 2016 году был открыт памятник Юрию Гагарину. В 2019 году перед зданием музея появился монумент "Стратегическая крылатая ракета «Метеорит»
- Музей хлеба и вина, расположенный недалеко от фрагмента Михайловского укрепления и входящий в музейный комплекс «Михайловская батарея», состоит из отреставрированной мельницы и мельничного амбара с различными экспонатами
- Музей ретро-автомобилей, коллекцию которого составляют, как отечественные модели автомобилей, так и зарубежные.

## Галерея

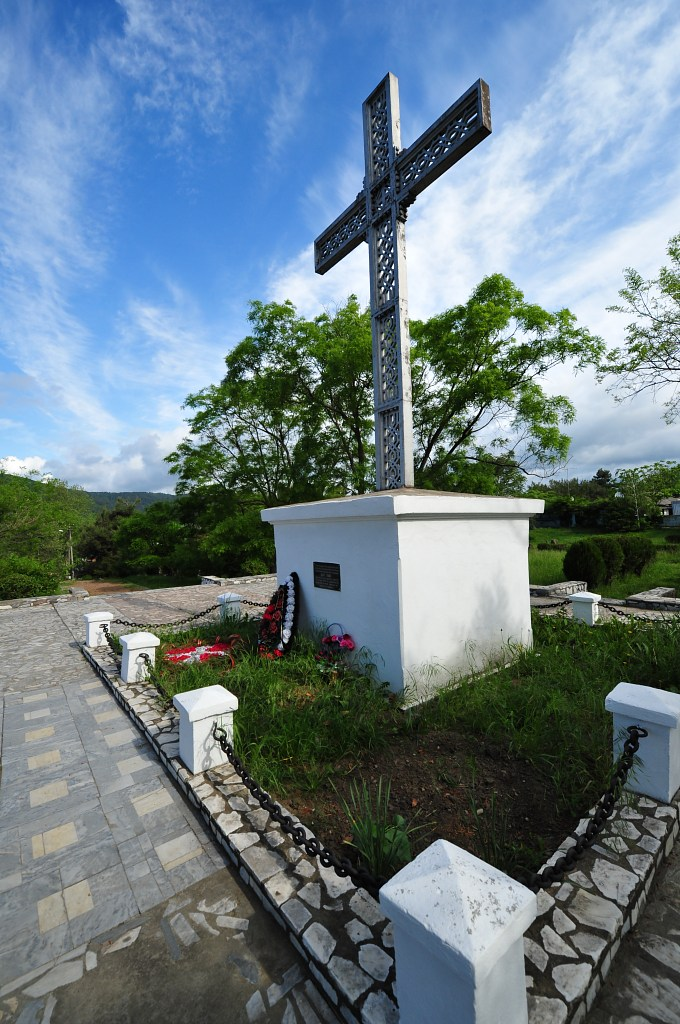
«Крест» — памятник Архипу Осипову в Архипо-Осиповке
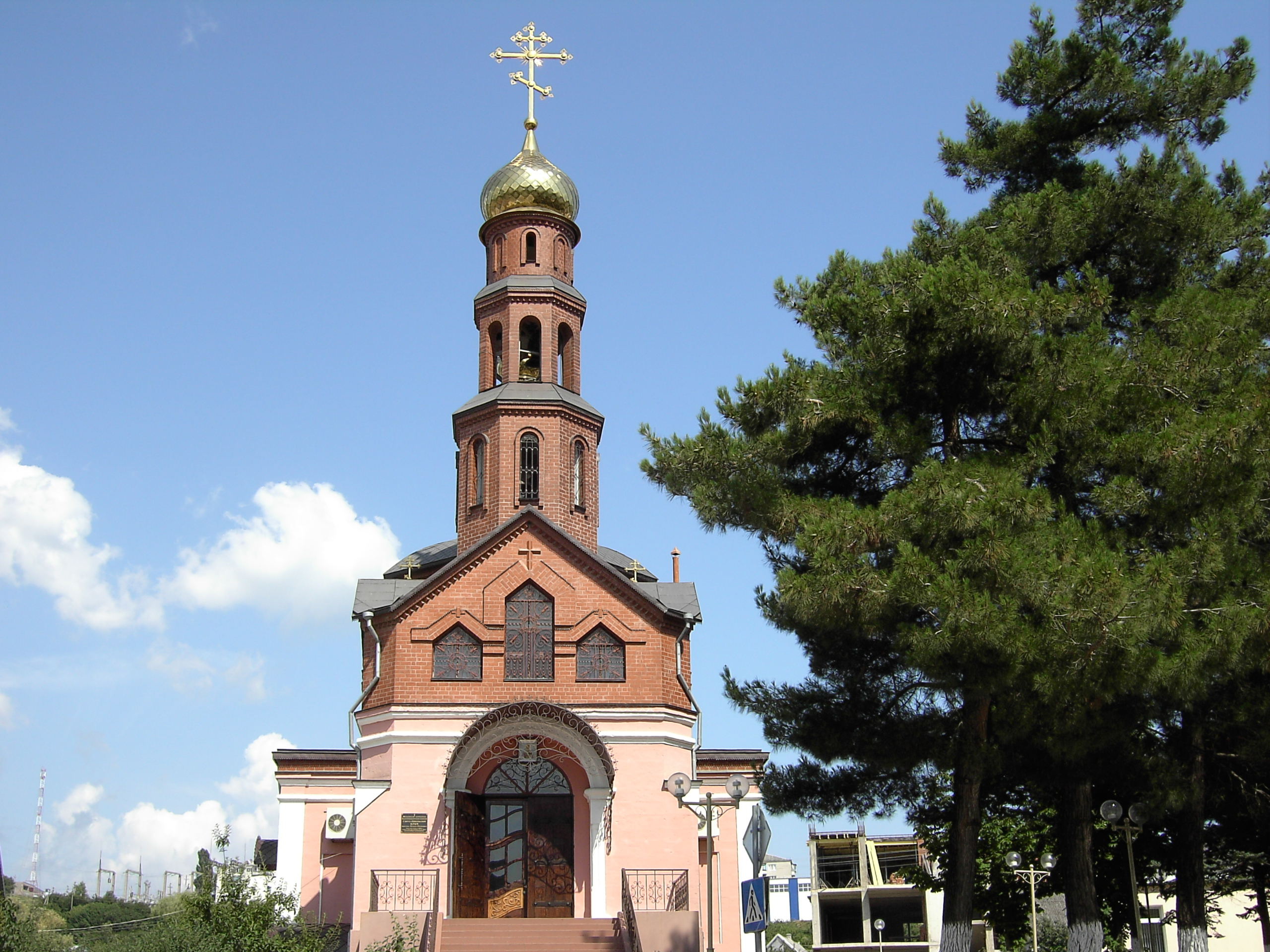
Свято-Никольский Храм в Архипо-Осиповке
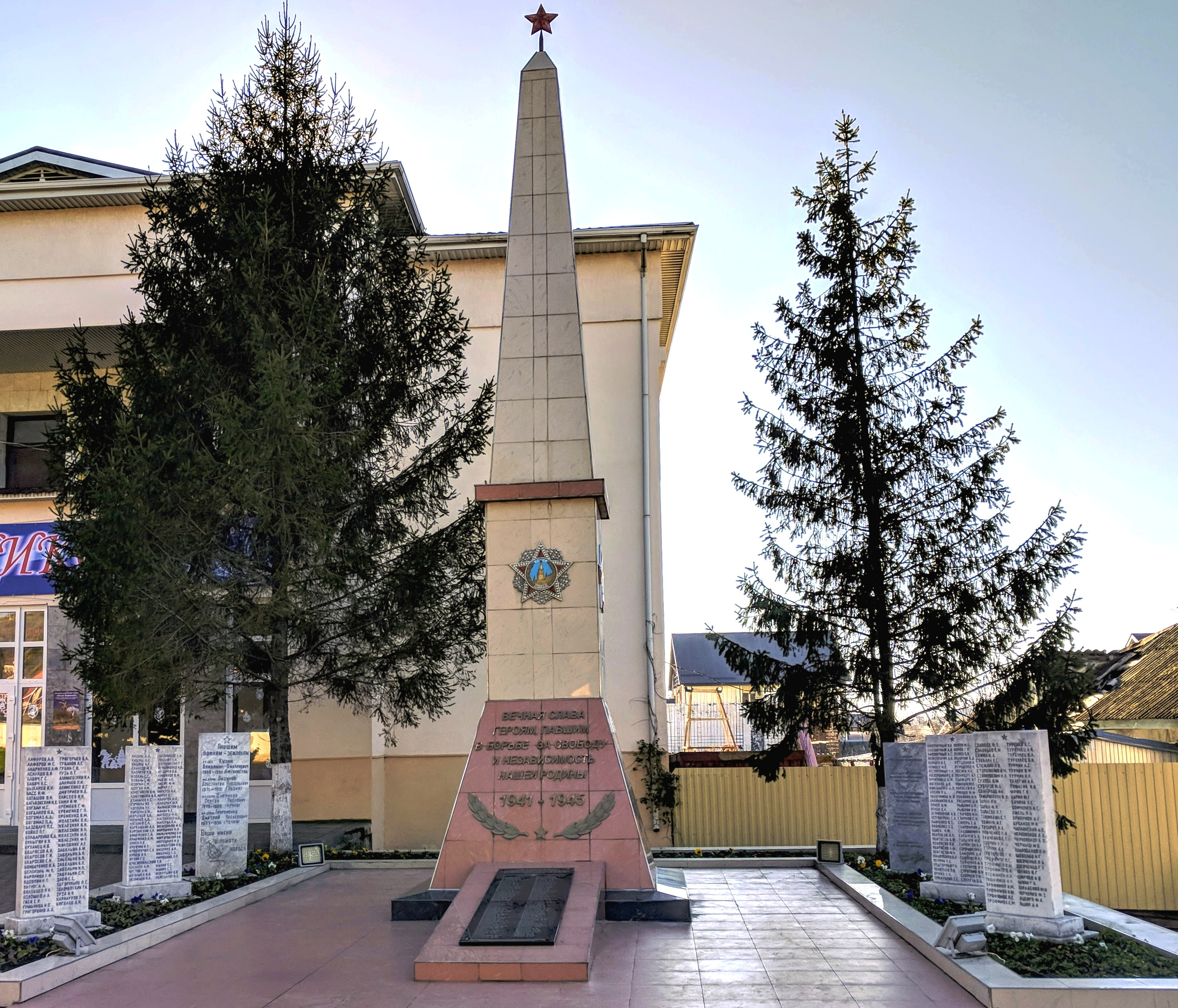
Братская могила 77 советских воинов, погибших при защите города от фашистских захватчиков
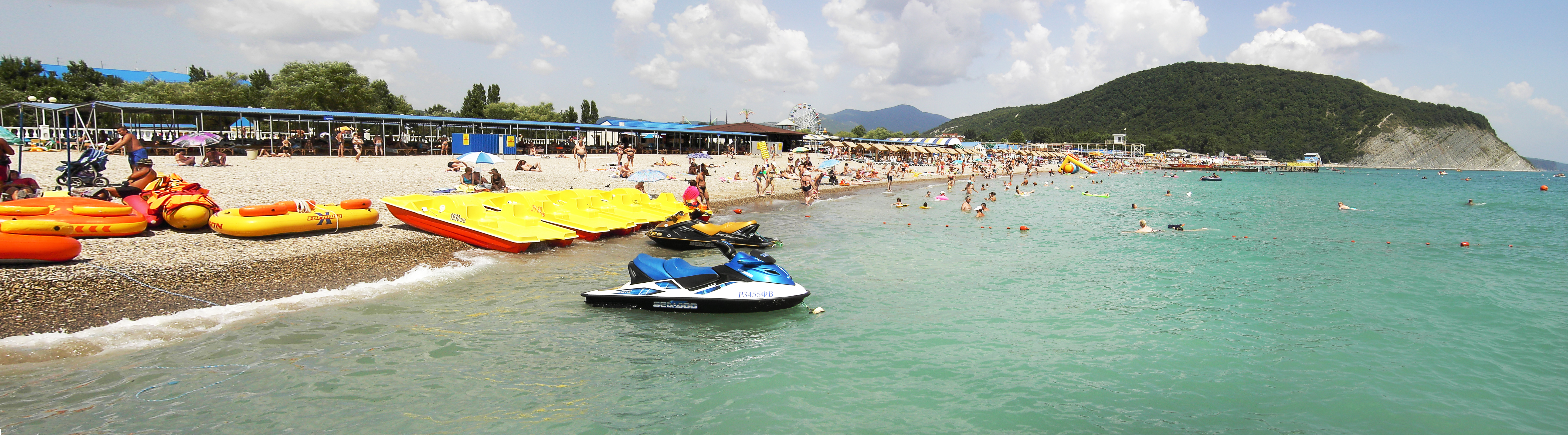
Пляж Архипо-Осиповки с видом на гору Ёжик

## Известные уроженцы
- Марченко Людмила Васильевна (1940—1997) — советская и российская актриса театра и кино

## Комментарии
1. ↑  >нетипичная версия средиземноморского климата с более холодной зимой и более влажным летом[2]